# 스페인의 교통
스페인의 교통은 여러 도로와 철도, 급속절철, 항공로, 항구 등을 포함하는 스페인 국내의 교통이다. 지리적 위치상 유럽 대륙과 아프리카, 신세계를 연결하는 주요 위치로 자리매김했으며 가장 주요한 핵심 요충지는 수도 마드리드이다. 마드리드가 스페인 중앙이다보니 중앙에서 뻗어나는 철도, 도로가 모두 뻗어 있어 모든 자치 기구와 연결돼 있다.
스페인 철도 교통은 장거리로 통합적인 교통 편의를 제공하기 때문에 내륙 지방과 모두 연결된다. 반대로 광궤를 사용한 것으로 유명하지만 주변 도시와의 연결성은 떨어지는 편이다. 스페인은 철도 시설 정비와 함께 마드리드와 포르투갈의 리스본을 연결하는 고속철을 건설 중이다. 고속도로 체계가 굉장히 좋기 때문에 유료, 무료 모든 체계를 보유하고 있다. 항공 교통의 경우 국내, 국제선 모두 연결되며 가장 큰 공항은 바라하스 국제공항으로 마드리드에 있다. 해운 교통에 있어서는 중국을 비롯한 각국 항구로 연결되며, 대외 영토(세우타, 멜리야, 카나리아 제도)를 연결한다.

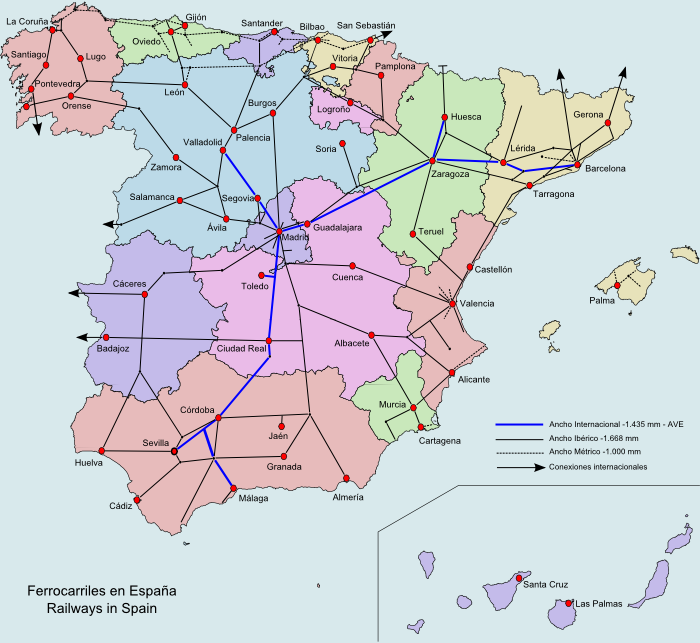
스페인 철도 지도

스페인 지도는 1848년부터 시작하며 2004년 기준으로 총 길이는 1.4km가 넘는다.
광궤 (1668 mm): 11,829 km (6,950 km - 3 kV DC)
표준 궤 (1435 mm): 998 km (모든 전철 전류화 - 25 kV AC)
협궤 (1000 mm): 1,926 km (815 km만 철도 전화)
협궤 (914 mm): 28 km (전 노선 전화)
대부분의 철도 노선은 RENFE가 운행하며 협궤의 경우 FEVE가 담당한다. 표준궤를 확충할 계획으로 있으며 양방향 궤르 광궤로 확장하고자 하는데 대부분 주요 국가와 연결하는 계획에 착수했다.
스페인 고속전철(AVE) 사업으로 마드리드-세비야를 연결하는 노선이 1992년에 완료됐다. 2003년 고속절철 서비스가 마드리드-예이다를 일단 연결됐고 2008년 바르셀로나로 확장됐다. 동일해 마드리드에서 바야도리드를 거쳐 코르도바, 말라가까지 사업 발표가 승인됐다.

### 경전철, 지하철 연결 도시
- 알리칸테
- 바르셀로나 (바르셀로나 메트로)
- 빌바오 (빌바오 메트로/트램)
- 아 코루냐(건설중)
- 마드리드 (마드리드 메트로)
- 발렌시아
- 말라가 (말라가 지하철, 건설중)

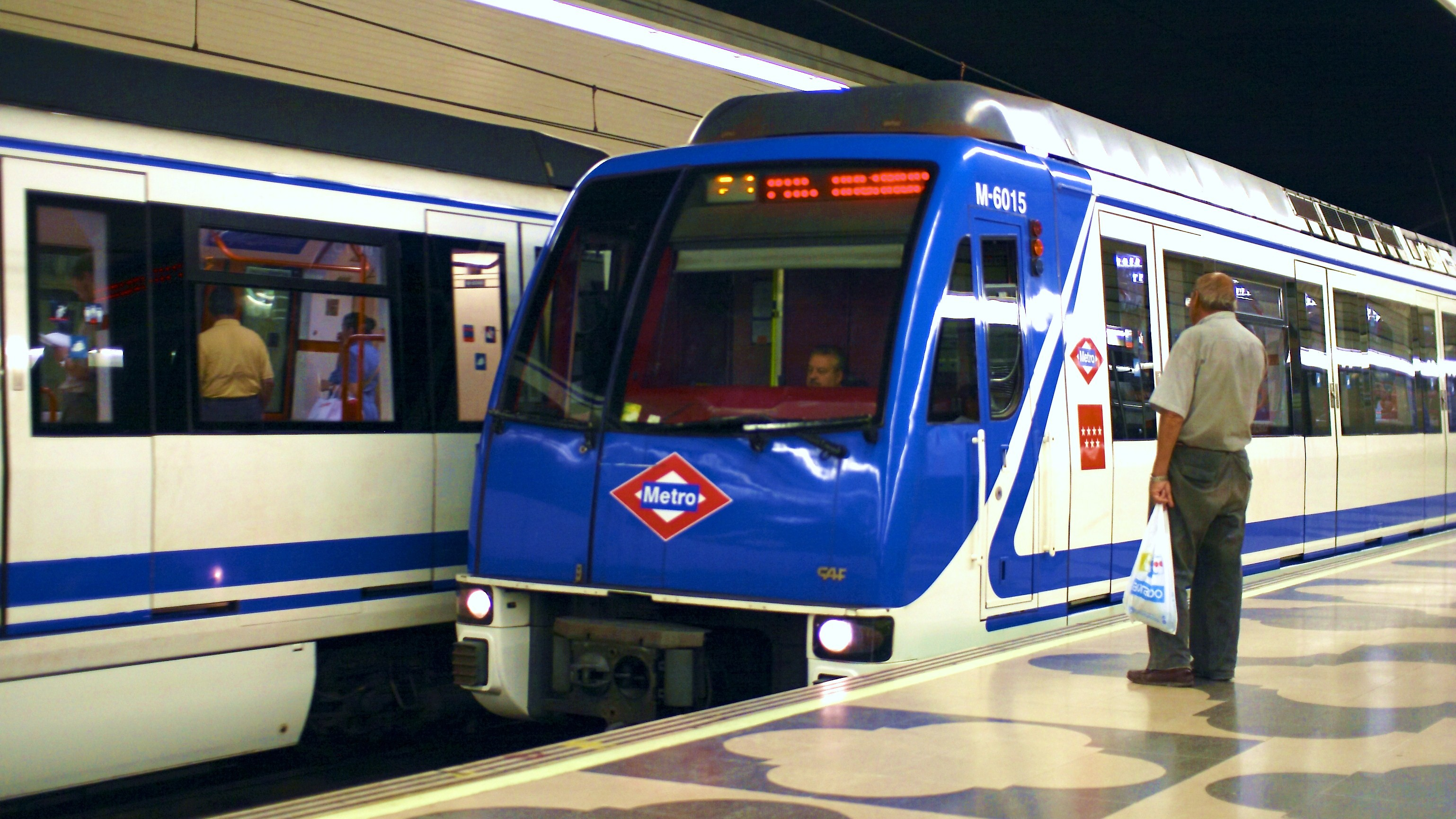
마드리드 지하철

- 무르시아(건설중, 2011년 중 개통)
- 그라나다(건설중)
- 하엔(하엔 트램, 2011년 중 개통)
- 팔마 데 마요르카
- 빅토리아-가스테이스
- 세비야 (세비야 메트로)

2003년 12월 모로코와 스페인이 해저철도터널을 해 연결할 계획에 합의했다.

## 항공교통

### 공항 - 포장된 활주로
스페인의 공항

총 96개

10,000 ft (3,048 m)

8,000 to 9,999 ft (2,438 to 3,047 m):
10

5,000 to 7,999 ft (1,524 to 2,437 m):
20

3,000 to 4,999 ft (914 to 1,523 m):
24

under 3,000 ft (914 m):
26 (2006 est.)
주요 공항은 마드리드에 위치한 바라하스 공항이며 바르셀로나 공항, 마요르카 섬의 팔마 데 마요르카 공항, 말라가 공하, 그란 카나리아 공항이다.

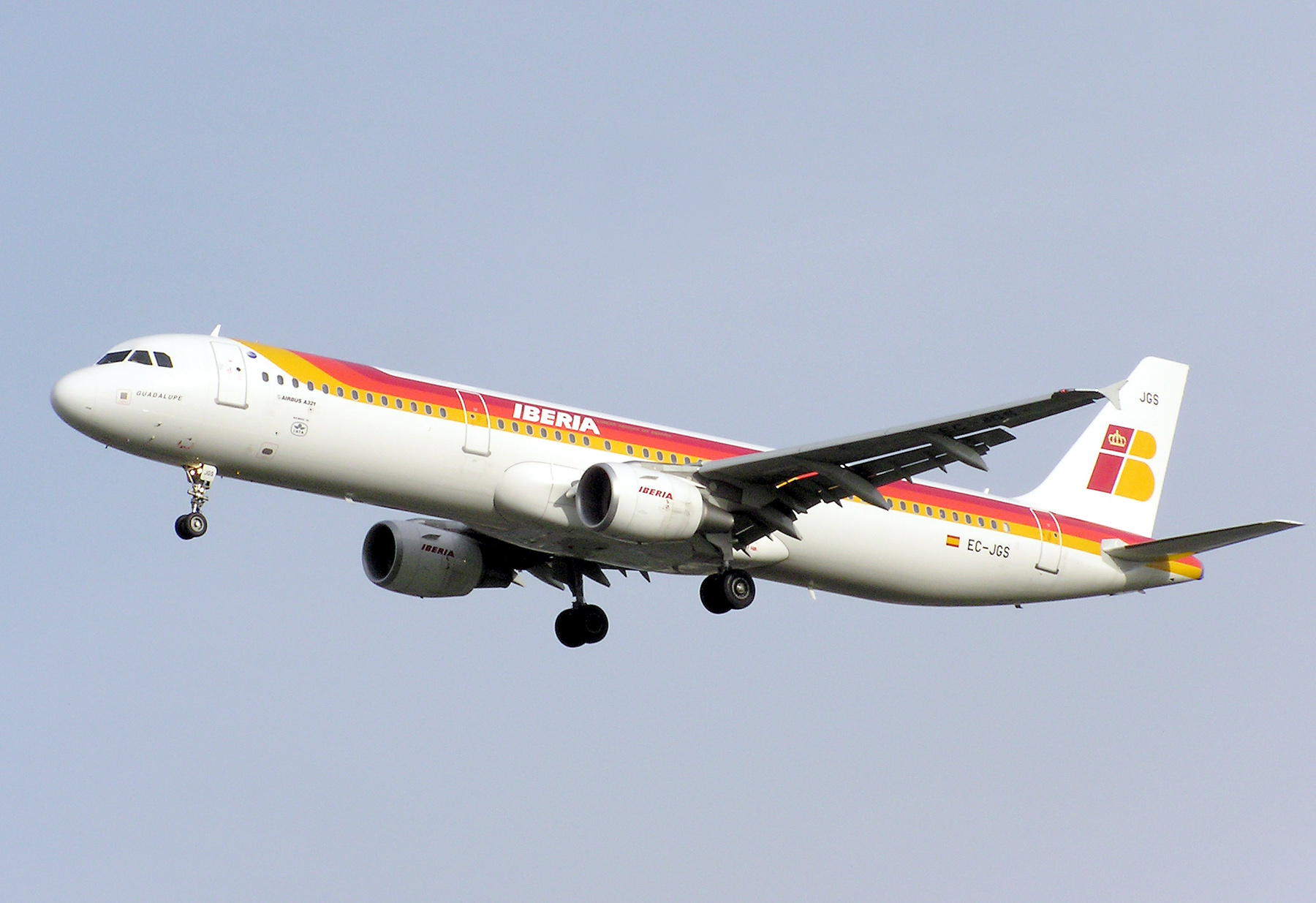
에어버스 A321 - 이베리아 항공사

### 스페인에 기반을 둔 항공사
- 이베리아 항공
- 에어 유럽
- 이베르월드
- 풀만투르 항공
- 빈테르 카나리아스